# Arvid Hägg
Arvid Hägg, född 12 november 1875 i Stockholm, död 28 november 1955 i Strängnäs, var en svensk sjömilitär.
Arvid Hägg var son till Jacob Hägg och bror till Erik Hägg. Han blev underlöjtnant vid flottan 1896, genomgick Sjökrigsskolan 1902–1904, utnämndes till kommendörkapten av andra graden 1917, av första graden 1919 och till kommendör i marinen 1926. Han tog avsked ur aktiv tjänst 1930. Hägg tjänstgjorde i Marinstaben 1913–1919, var extra ledamot av Lotsstyrelsen 1913–1919 och lärare i militär kustgeografi vid Sjökrigsskolan 1915–1923. Han ledde arbetet med flottans hemliga farledssystem vid militära sjömätningar under åren 1908–1910 och 1915–1916, var fartygschef på pansarskeppet Dristigheten 1910–1920, på pansarskeppet Drottning Victoria 1922–1923 på pansarkryssaren Fylgia under expeditioner i Medelhavet och Svarta havet 1925–1926 samt chef för underofficers- jämte sjömanskårerna och beväringsbefälhavare vid flottans station i Stockholm 1926–1930. Hägg var sakkunnig i kommittén för omarbetningen av skolreglementet för flottans manskap 1906–1907, ledamot av kommittén för omarbetande av gällande lotsförfattning 1918–1920 och redaktör för tidskriften Underrättelser för sjöfarande 1932–1941. Han utgav Lärobok i artilleri för... underbefälsskolan (1908), Beskrifningar å flottans afståndsmätare och distanskikare (1909) med flera skrifter. Han blev 1915 ledamot av Örlogsmannasällskapet och 1923 av Krigsvetenskapsakademien. Arvid Hägg är begravd på Eldsberga kyrkogård.